# دانية شافعي
دانية شافعي (20 أكتوبر 1983 -)، مذيعة سعودية.

## عن حياتها
حصلت على الشهادة الثانوية بتفوق. انتقلت إلى إمارة الشارقة بالإمارات العربية المتحدة لدراسة الإعلام بالجامعة الأمريكية. انضمت للعمل بإم ‌بي ‌سي 3 منذ بداية تأسيسها نهاية عام 2004 ، حصلت طوال مسيرتها بالعديد من الجوائز وقدمت مهرجانات وفعاليات في قناة إم ‌بي ‌سي 3، في عام 2014 أدت شخصية «دانية» بمسلسل كرتوني خاص بها ويحمل عنوان «دانية» عرض على القناة ذاتها.
تملك قناةً على موقع يوتيوب تقدم خلالها برنامج المنوع يحمل «هرجة دانية». الذي تقدم خلاله عدة أفكار ومواضيع تهم العديد من الشرائح من المجتمع.

## حياتها الأسرية
في نوفمبر 2023 احتفلت بزفافها من رجل إماراتي، لكن هذا الزواج لم يدوم حيث أعلنت عن طلاقهما في يونيو 2024.

## برامج تلفزيونية قدمتها
- فوازير رمضان أكثر من موسم (إم ‌بي ‌سي 3).
- قولولي كيف (إم ‌بي ‌سي 3).
- المختبر (إم ‌بي ‌سي 3).
- تخرّج في يوم (إم ‌بي ‌سي 3 - جزئين).
- من أقوى (إم ‌بي ‌سي 3).
- التجربة (إم ‌بي ‌سي 3).
- صباح الخير يا عرب (إم بي سي 1).
- zoo تايم (إم بي سي 3).
- تواصل - فقرة قصيرة (إم بي سي 3).
- ايش طابخين يا دانية؟ (إم ‌بي ‌سي 3 - جزئين).
- قولولي ليش؟ (إم ‌بي ‌سي 3).
- دانية - مسلسل كرتوني (إم بي سي 3).
- توتة توتة (تطبيق شاهد نت).

## الجوائز والترشيحات
| السنة | الجائزة                | الفئة                  | النتيجة | مراجع |
| ----- | ---------------------- | ---------------------- | ------- | ----- |
| 2013  | جوائز تصويت مجلة سيدتي | أفضل مقدمة برامج أطفال | رُشِّح     | [ 4 ] |

## وصلات خارجية
- دانية شافعي على موقع IMDb (الإنجليزية)
- دانية شافعي على موقع قاعدة بيانات الأفلام العربية